# Olga D'Antona
Olga Di Serio, vedova D'Antona (Roma, 30 ottobre 1946), è una politica italiana.

## Biografia
Ha fatto parte del Direttivo Nazionale della federazione degli assicuratori della CGIL, di cui è stata responsabile delle politiche femminili. Successivamente è stata responsabile nazionale dei Democratici di Sinistra per l'associazionismo e il volontariato.
Vedova del giuslavorista Massimo D'Antona, ucciso dalle Brigate Rosse il 20 maggio 1999, è stata eletta alla Camera nelle Elezioni del 2001 (nel collegio maggioritario Roma-Portuense), iscrivendosi al gruppo dei Democratici di Sinistra.
È stata rieletta parlamentare nelle Elezioni politiche del 2006 alla Camera nella lista dell'Ulivo nella circoscrizione Lazio 1.
Il 2 febbraio 2007 ha polemizzato con il segretario Piero Fassino per la presenza di Adriano Sofri alla presentazione della sua mozione congressuale "Per il Partito Democratico".
Ha firmato la mozione congressuale di Fabio Mussi "A sinistra per il socialismo europeo" in vista del congresso tenutosi dell'aprile 2007, quindi ha lasciato i DS ed è entrata a far parte di Sinistra Democratica, movimento politico poi abbandonato alcuni mesi dopo per confluire nel Partito Democratico dopo l'adesione al documento "Una Sinistra per il Governo del Paese".
Alle elezioni politiche del 2008 viene rieletta con il PD. Conclude il proprio mandato parlamentare nel 2013.